# Militärflugplatz Beauvechain

i7
i11
i13
Die Base aérienne de Beauvechain (ICAO-Code: EBBE) ist ein Militärflugplatz der belgischen Luftkomponente. Die Basis liegt in der Region Wallonien in der Provinz Wallonisch-Brabant bei Beauvechain. Sie ist in Belgien der Hauptstützpunkt für die Pilotenschulung.

## Geschichte
Die damalige Aviation Militaire Belge legte 1936 zwischen Beauvechain und Meldert einen Flugplatz ein.
Nach Beginn des Westfeldzuges der deutschen Wehrmacht zu Beginn des Zweiten Weltkrieges griff die Luftwaffe die Basis an, die sie kurze später eroberte und im weiteren Kriegsverlauf selbst weiter nutzte. Anfangs lagen in Le Culot, so der damalige Name, Teile der Kampfgeschwader 3 (KG 3) und 30 (KG 30), beide mit Ju 88A ausgerüstet. Mit dem Vorrücken der Wehrmacht nach Frankreich verließ letzteres die Basis, während das KG 3 bis März 1941 in Belgien stationiert blieb, bevor es im Vorfeld des Überfalls auf die Sowjetunion nach Polen verlegt wurde. In dieser Zeit nahmen die Ju 88 des Geschwaders an der Luftschlacht um England teil.
Nachdem das KG 3 den Flugplatz verlassen hatte, wurde dieser modernisiert und ausgebaut. So entstanden zwei Start- und Landebahnen aus Beton sowie Hangars, Werkstätten und Kasernengebäude. Nach dem Ausbau zu einem vollwertigen Fliegerhorst wurde der Platz zwischen Dezember 1941 und Mai 1942 Basis von Ju 88 zur Seefernaufklärung über dem Nordatlantik und der Nordsee der Aufklärungsgruppen 22 (AufklGr 22) und, ab April 1942, 33 (AufklGr 33).
Im November 1943 verlegte die II. Gruppe/Kampfgeschwader 6 (II./KG 6) hierher. Im Frühjahr 1944 flog sie Einsätze in Südengland im Rahmen des Unternehmens Steinbock, bevor sie in den Kämpfen nach der alliierten Landung in der Normandie vollständig vernichtet wurde. Die I. Kampf-/Lehrgeschwader 1 (I.(K)/LG 1) und die I./KG 30 waren im Hochsommer 1944 ebenfalls in Le Culot stationiert.
Im Vorfeld der alliierten Invasion in der Normandie wurde der Flugplatz Anfang 1944 von der 8. US-Luftflotte der USAAF bombardiert und wurde ab Sommer vermehrt Ziel von Jagdbomber-Attacken, insbesondere nachdem die Luftwaffe hier FW 190 stationiert hatte. Die Amerikaner nutzten Advanced Landing Ground ALG A-89 (ursprünglich Advanced Landing Ground ALG B-68), so der alliierte Codename, nach einer sechswöchigen Reparaturphase ihrerseits zwischen Oktober 1944 und Juni 1945 als Basis von Jagd- und leichten Bombergruppen.

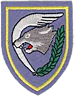
1. Wing

Nach dem Krieg wurde Beauvechain im Herbst 1946 Heimatstützpunkt der beiden Spitfire-Staffeln des 160. Geschwaders (160. Wing), die als 349. und 350. Squadron (RAF) zuvor in Faßberg lagen. Im Folgejahr erhielt das Geschwader eine dritte Staffel, bevor es im Februar 1948 in 1. Wing umbenannt wurde. Im gleichen Jahr kam noch eine vierte Staffel hinzu.
Im Jahr 1951 erhielt die Einheit eine zweite Nachtjagdstaffel mit Meteor NF.30/NF.11. Das Geschwader in den 1950er Jahren aus bis zu sechs Staffeln, neben den oben erwähnten waren dies die 4., 10., 11. und 42. Später flog man die Hunter F.4 und 1957 wurden die 4. und 10. Staffel aufgelöst. Im folgenden Jahr wurde die CF-100 eingeführt und das Geschwader erhielt die Bezeichnung 1. Allwetter-Jagdgeschwader.

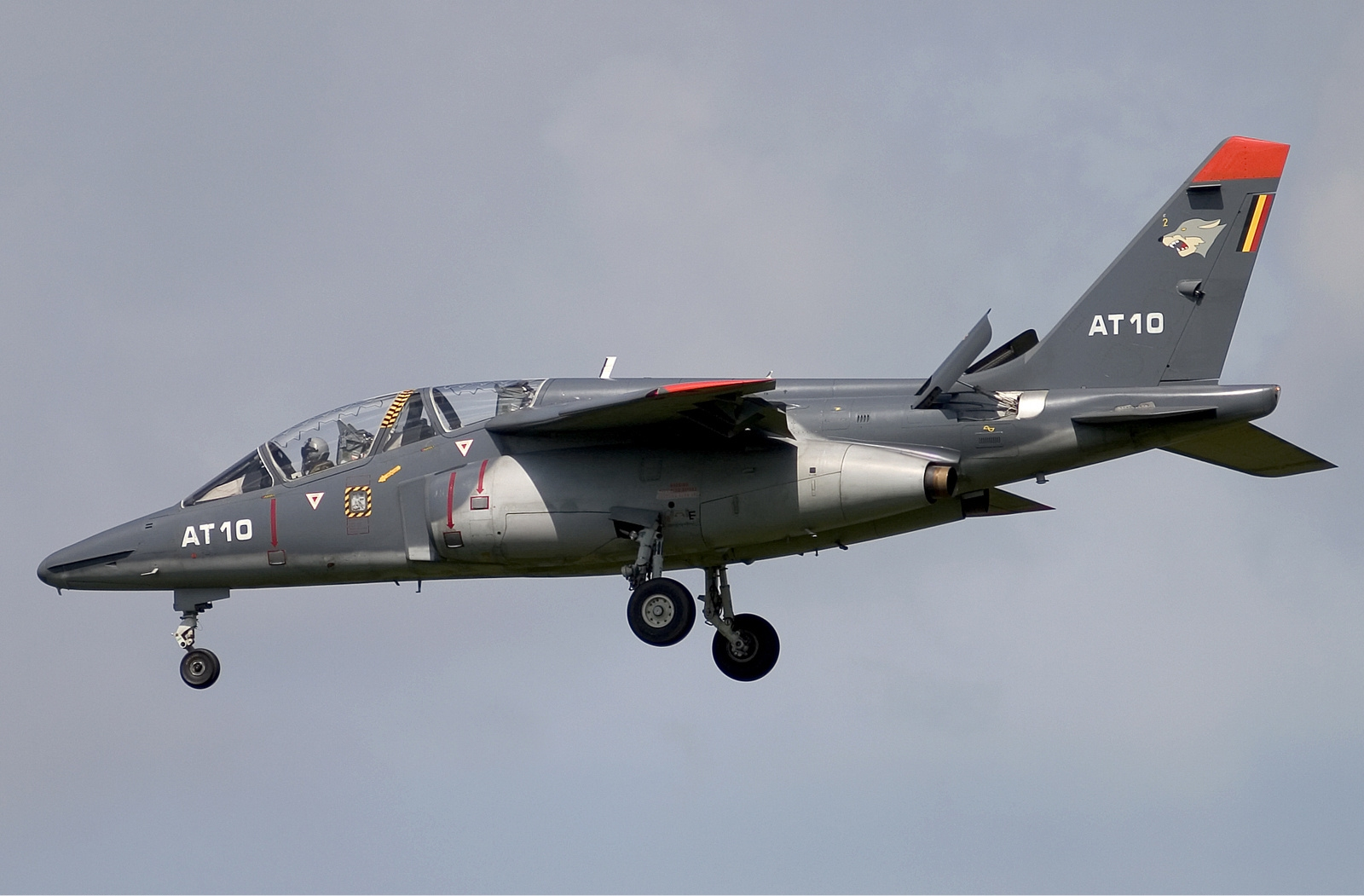
Alpha Jet des 1. Wing, 2004

Die 11. Staffel wurde 1960 aufgelöst und an ihre Stelle trat die mit RF-84F ausgerüstete 42. Staffel, bevor das Geschwader ab April 1963 auf die F-104G umrüstete.
Die erste F-16 traf im Januar 1979 in Beauvechain ein, wo sie zunächst bei einer Umrüsteinheit Dienst tat. Das 1. Jagdgeschwader wurde 1996 aufgelöst und gab seine Staffeln an Florennes und Kleine Brogel ab.
An ihre Stelle traten die Marchettis, Magister und Alpha Jets, die zuvor in Gossoncourt bzw. Brustem lagen und die fortan das heute noch aktive 1. Geschwader bildeten. Die 7. Staffel gab ihre Alpha Jets im September 2005 an die 11. Staffel ab, die anschließend ins französische Cazaux verlegte, wo sie anschließend zur franco-belgischen Advanced Jet Training School (AJeTS) gehörte. Die 7. Staffel existierte noch zwei Jahre bis zur Außerdienststellung der Magister 2007.

## Heutige Nutzung
Die Basis beherbergt zurzeit (2015) die folgenden fliegenden Verbände:
- 1. Geschwader (1. Wing), ausgerüstet mit Helikoptern in drei Staffeln
  - 15. Smaldeel, ausgerüstet mit Agusta A109BA, seit 2010 in Beauvechain
  - 17. Smaldeel, ausgerüstet mit A109BA-Hubschraubern, seit 2010 in Beauvechain
  - 18. Smaldeel, ausgerüstet mit NH90 Caïman-Transporthubschraubern, seit 2013
- Kompetenzzentrum der Luftstreitkräfte (Centre de Compétence Air Component) mit zwei Staffeln (5. und 9. Smaldeel) SF-260D/M+ Basistrainern, seit 1996

Daneben gibt es noch einige nichtfliegende Einheiten.